# Zdeněk Sýkora
Zdeněk Sýkora (3. února 1920 Louny – 12. července 2011 Louny) byl český malíř, grafik a pedagog, jehož práce jsou zastoupeny v mnoha významných sbírkách moderního světového umění. Patří ke světovým průkopníkům využití počítače při přípravě výtvarného díla.

## Životopis
Narodil se 3. února 1920 v Lounech, kde žil až do své smrti. Zde absolvoval reálné gymnázium. Již v době studií začal fotografovat a malovat obrazy. Po uzavření vysokých škol v roce 1939 pracoval na železnici. Po válce studoval výtvarnou výchovu a deskriptivní geometrii na Univerzitě Karlově v Praze, kde začal roku 1947 vyučovat a v roce 1966 se stal docentem malby. Vedle pedagogické činnosti se zabýval volnou tvorbou – maloval obrazy, vytvářel plastiky, je autorem desítek grafik a realizací v architektuře. Byl členem tvůrčí skupiny Křižovatka, jež byla založena v roce 1963 v Praze. Od roku 1985 spolupracoval ve své tvorbě s manželkou Lenkou. Roku 1991 byl jmenován čestným občanem města Loun. V roce 2003 mu francouzský ministr kultury udělil titul rytíře Řádu umění a literatury. Roku 2005 obdržel rakouskou cenu Herberta Boeckla za celoživotní dílo.

## Tvorba

### Raná tvorba
Celé jeho dílo vychází z přírody a krajiny. Po surrealistických a kubistických obrazech ze 40. let se nejprve věnoval realistické krajinomalbě. Maloval zpravidla v okolí rodného města, zejména řeku Ohři a v údolí směrem na Rakovník, často ve společnosti Vladislava Mirvalda. V roce 1952 měl v Praze v Alšově síni první samostatnou výstavu, na níž představil okolo 40 obrazů krajin. Sýkora přiznal, že ho ovlivnila expresivní barevnost obrazů Jindřicha Pruchy. V průběhu 50. let jeho malba prošla fauvistickou fází, posléze se zjednodušila, a zcela opustila budování iluzivního prostoru. Přestože Sýkora stále vycházel ze zobrazení skutečnosti, na obrazech řešil především vztahy mezi barevnými plochami. Vrcholem této snahy je cyklus Zahrad (1958–1960), kde je krajina použita jako impulz k volnému pojednání výrazových kvalit osvobozené barevné skvrny.
V roce 1960 se jeho tvorba začala přiklánět k abstrakci, cestou ke geometrickým, plošným obrazům, tzv. hard-edge. V tomto duchu byla namalována i železná protipožární opona lounského divadla (1962–1963), která zmizela při jeho rekonstrukci. Jeden z obrazů tohoto období, Červená šipka, se stal předobrazem elementu, samostatného prvku, kterým je možno otáčet a spojovat jej s dalšími. V roce 1962 začal Sýkora malovat první obraz složený z elementů – Šedou strukturu. Dokončil ji v roce 1963 a hned poté maloval další struktury tohoto typu. Jejich smyslem bylo vyčerpání kombinatorických možností vzájemných poloh elementů. Zároveň však již začal uvažovat o novém přístupu – vymyslel pro své struktury pravidla, podle kterých by se elementy mohly spojovat, čímž samozřejmě mohl ovlivňovat vizuální podobu struktury, její celkové vyznění.

### Zapojení počítače

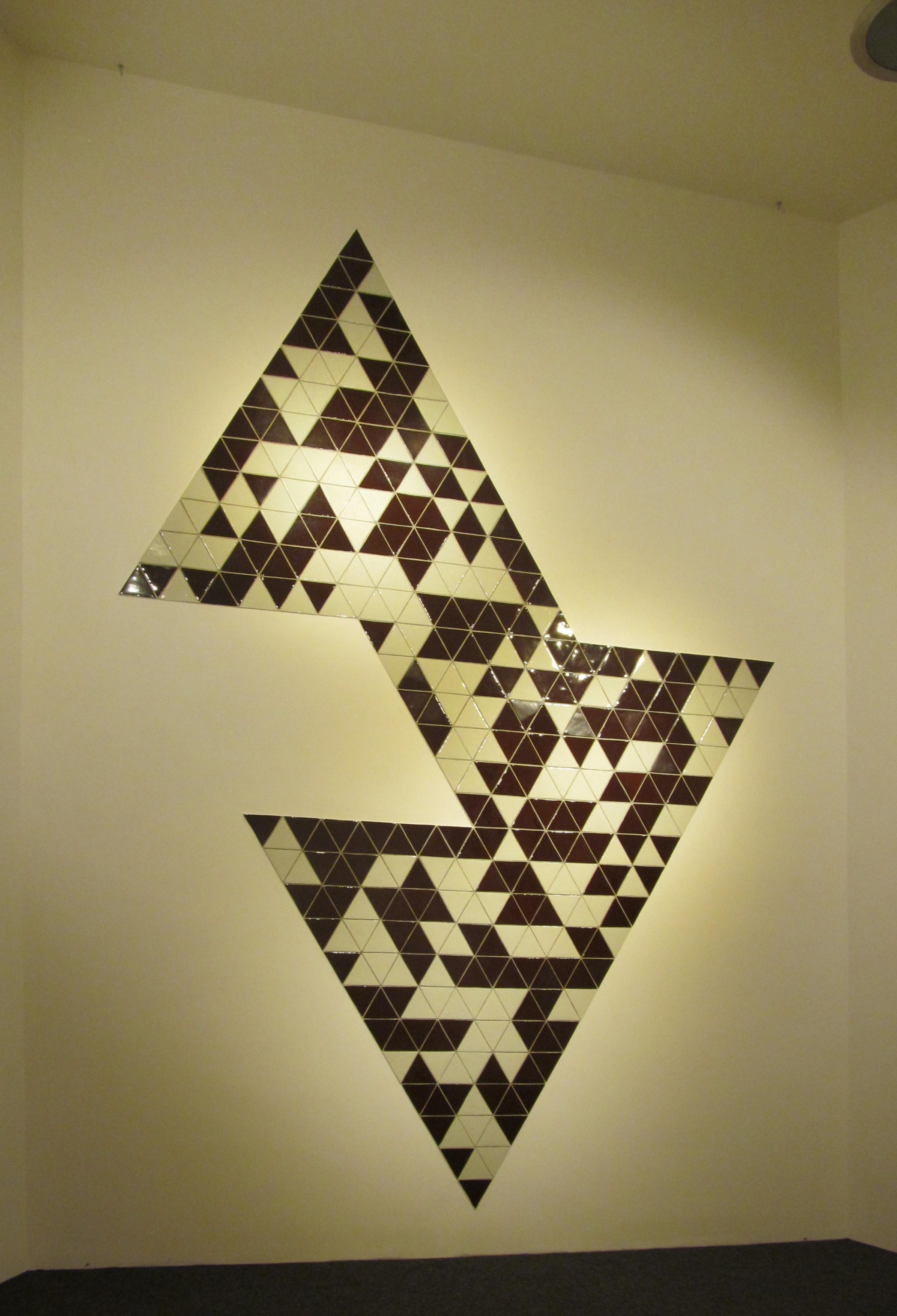
Restaurovaná mozaika z roku 1975 v kulturním domě v Litvínově (dnes Citadela)

Do své další tvorby již v roce 1964 zapojil počítač, který přináší nové možnosti, zejména může urychlit poměrně složitou přípravu obrazu. V této době spolupracoval s matematikem Jaroslavem Blažkem, který měl možnost na Matematicko-fyzikální fakultě Univerzity Karlovy používat jeden z prvních počítačů v republice – LGP 30. Zatímco předešlé obrazy struktur z roku 1963 byly ještě tvořeny intuitivně a byly vedeny snahou, aby se žádná z kombinací v obraze neopakovala, při práci s počítačem bylo nutné přijmout důslednou racionální logiku. Všechny vstupní parametry (tvary elementů, jejich poloha, barevnost, pravidla jejich spojování) musely být přesně definované a převedené na číselné kódy, tak aby s nimi počítač mohl pracovat. Do prázdného rastru bylo autorem zadáno několik elementů a pomocí jednoduchého výpočtu se určovalo, které elementy zaujmou sousední místa tak, aby vyhověly zadaným pravidlům. Všechna zadání i výsledky byly zaznamenávány. Počítač se ukázal především jako rychlý a spolehlivý pomocník – byl tedy využit pouze k výpočtu předem definovaného konceptu. Celý postup byl autorem podrobně popsán a uložen v benátském archivu roku 1967, otištěn také v časopise Kunst v roce 1969 a v časopise Leonardo v roce 1970. Obrazy byly zpravidla malovány klasickou metodou – olejem na plátno, často měly monumentální rozměry.

### Liniové obrazy
Struktury prošly vývojem a po několika výrazových obměnách (z hlediska jejich barevnosti, tvarů a velikosti elementů, polohy rastru, použití materiálů) dospěl Sýkora v roce 1971 k tzv. makrostrukturám, které vznikaly zvětšením elementů, prakticky jako detaily již existujících struktur. Vznikající obrysové linie vytyčují hranici mezi černými a bílými plochami. Na těchto obrazech, se v roce 1973 staly podnětem ke vzniku liniových obrazů, jejichž tvorbě se Sýkora věnoval až do konce života.
Hned na počátku jejich vývoje dochází ke zrušení vazby linií na vymezující mříž rastru, linie dostávají svobodu volně se pohybovat po ploše plátna, obraz se stává pouhým výsekem z pomyslného celku. Výchozí souřadnice každé linie, jejich šířka, délka, průběh a barva linií jsou určovány náhodně – hodem kostkou či generováním náhodných čísel pomocí počítače. Vznik linií a úvahy o jejich dalším pokračování shrnul Zdeněk Sýkora v roce 1979 v textu K mým liniovým programům. Barevné linie existují na bílém pozadí, symbolizujícím prázdno jakožto přirozené prostředí pro rozehrání náhodného liniového bujení. Obrazy jsou opět klasickými malbami olejem, později akrylem na plátno.
Zdeněk Sýkora se také celý život vracel ke krajině a navazoval na výsledky své malby konce 50. let. Obrazy krajin začal malovat vždy v plenéru, kam se od roku 1960 vydával spolu se členy malířského kroužku, který v Lounech založil a 20 let vedl. Kromě již zmíněných motivů řeky a údolí ho nově zajímaly horizonty. Obrazy často dokončoval v ateliéru, takže se ocitaly vedle právě rozmalovaných struktur nebo linií.
Na přelomu 80. a 90. let vznikl také cyklus Skvrny – několik desítek abstraktních obrazů, které Sýkora namaloval v ateliéru. Jsou výrazem hledání vztahů mezi barevnými plochami.
Jeho tvorba zůstává po téměř půl století stále živá. Myšlenky v jeho pracích se aktualizují v jiných, nových souvislostech, jako je tomu např. ve webartových processingových projektech Mariuse Watze ze skupiny Unlekker pracujících s generativními vektorovými principy (paralely s principy tečen u Sýkorových liniových obrazů).

### Architektura

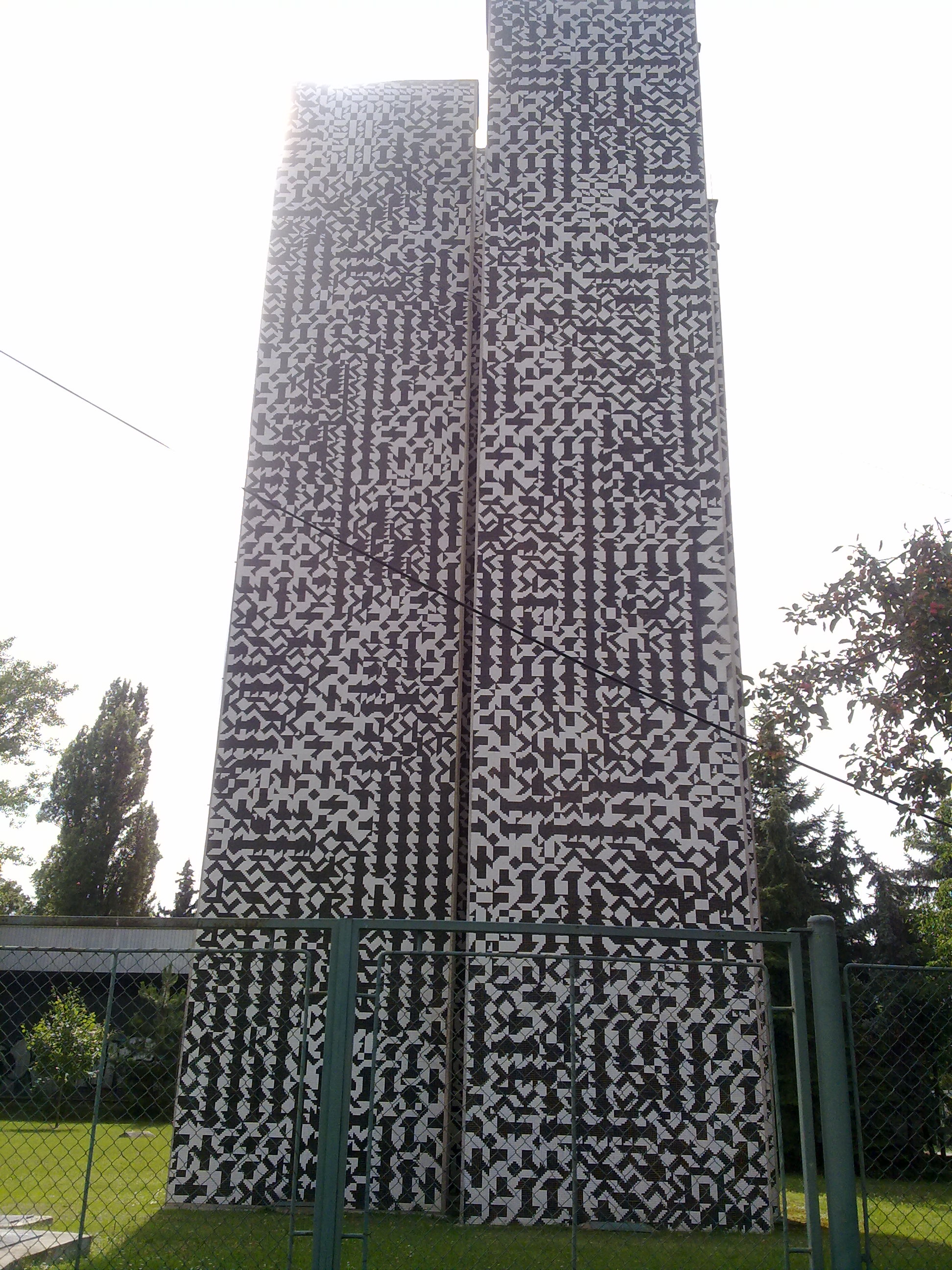
Odvětrávací komín Letenského tunelu

Zdeněk Sýkora je také autorem realizací v architektuře, například mozaikového obkladu větracích komínů Letenského tunelu v Praze (dokončeno 1969), návrhu dlažby pro náměstí v nizozemském Gorinchem (1974, rekonstrukce 2005), mozaiky do kulturního domu v Litvínově (1975, rekonstrukce 2016), chodníku a stěny rovněž v Litvínově (1977), řešení vstupní haly firmy Selmoni AG v Basileji (1993) či vstupní haly budovy Národního integrovaného střediska Řízení letového provozu České republiky v Jenči u Prahy (spoluautorkou Lenka Sýkorová, 2005).

## Citace z textů Zdeňka Sýkory

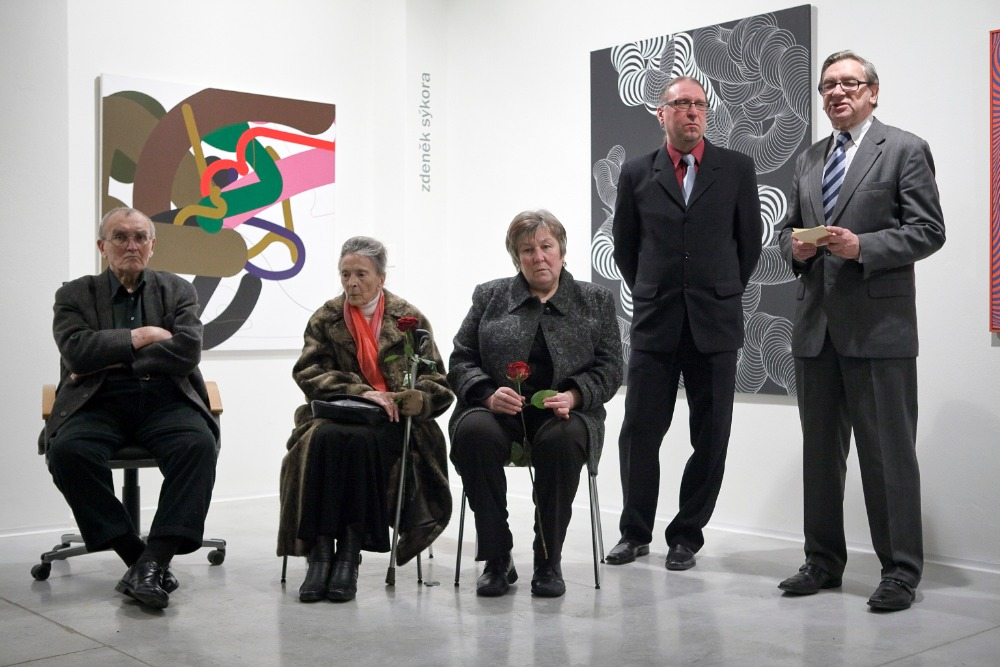
Otevření Galerie v Lounech (Zleva: Zdeněk Sýkora, Věra Linhartová, Věra Mirvaldová, Vladimír Drápal, Jan Sekera)

Když Sýkora mluví o svém umění, říká: „Chvílemi jsem byl zděšen, kam jsem se to vlastně dostal. Brzy jsem si ale uvědomil, že jsem opět na počátku. Na topolech se chvělo listí a třpytila se řeka.“ (Z dopisu Jindřichu Chalupeckému)
V květnu roku 1999 ke své tvorbě poznamenal:„ Silný pocit přírody vnímaný všemi smysly byl rozhodujícím impulzem k mému přání stát se malířem. Začínal jsem ve čtyřicátých letech jako krajinář. Ve svém dalším vývoji jsem prošel všemi proměnami malířství typickými pro začátek tohoto století. V šedesátých letech jsem došel k abstraktní malbě a jako první jsem použil počítač jako pomocný nástroj. Od struktur, pro které je charakteristický přísný řád, jsem se pomalu dostal k liniím, kde postupně převládla náhodnost jako určující faktor.“
„Mé první liniové obrazy jsou ze sedmdesátých let a pokračují dodnes, stále reflektují můj základní pocit světa. Je třeba je vnímat přímo, vstupovat do nich jako do vody a nechat se unášet.“
Sýkorovo dílo je vykládáno jako analogické fungování přírodních organismů a umělec sám přiznával, že se celý život zajímal o vědecká zkoumání. „Nic z mé práce nevzniklo na základě vědecké teorie ani pod jejím vlivem, zůstávám stále malířem. Postupuji od jednoho plátna k druhému, vše mě napadá při práci. Faktem ale je, že postupy a výsledky vědeckého poznání, například myšlenkové postupy v kybernetice, teorii informací a astronomii, mě fascinují. Mohu tedy říci, že prožívání myšlenkových dobrodružství vědeckého poznání má pro mne stejnou emotivní sílu jako smyslové prožívání přírody.“ (Zdeněk Sýkora v rozhovoru s Vítkem Čapkem, 1986)
O náhodnosti, která se stala hlavní metodou při tvorbě linií, řekl: „Jsou situace a jevy nepředpokládané a nevysvětlitelné, které z nouze definujeme jako náhodné. Zdá se paradoxní, že právě v exaktních vědách nabyl pojem náhodnosti takové plasticity. Náhodnost podmiňuje příliš mnoho situací. Jsme nuceni jí prokazovat stále více důvěry. Každá náhodnost je vázána na elementy, které jsou schopné vytvářet vztahy. Není tedy náhody „o sobě“, jsou jen velice složité proměnlivé vztahy. Je asi nějaký „vyšší řád“, který nemůžeme pochopit, ale o to silněji jej můžeme cítit. Myslím, že vztah chápání – cítění je rozhodující pro pocit svobody“.(Zdeněk Sýkora v rozhovoru s Vítkem Čapkem, 1986)

## Projekt monografie Zdeňka Sýkory

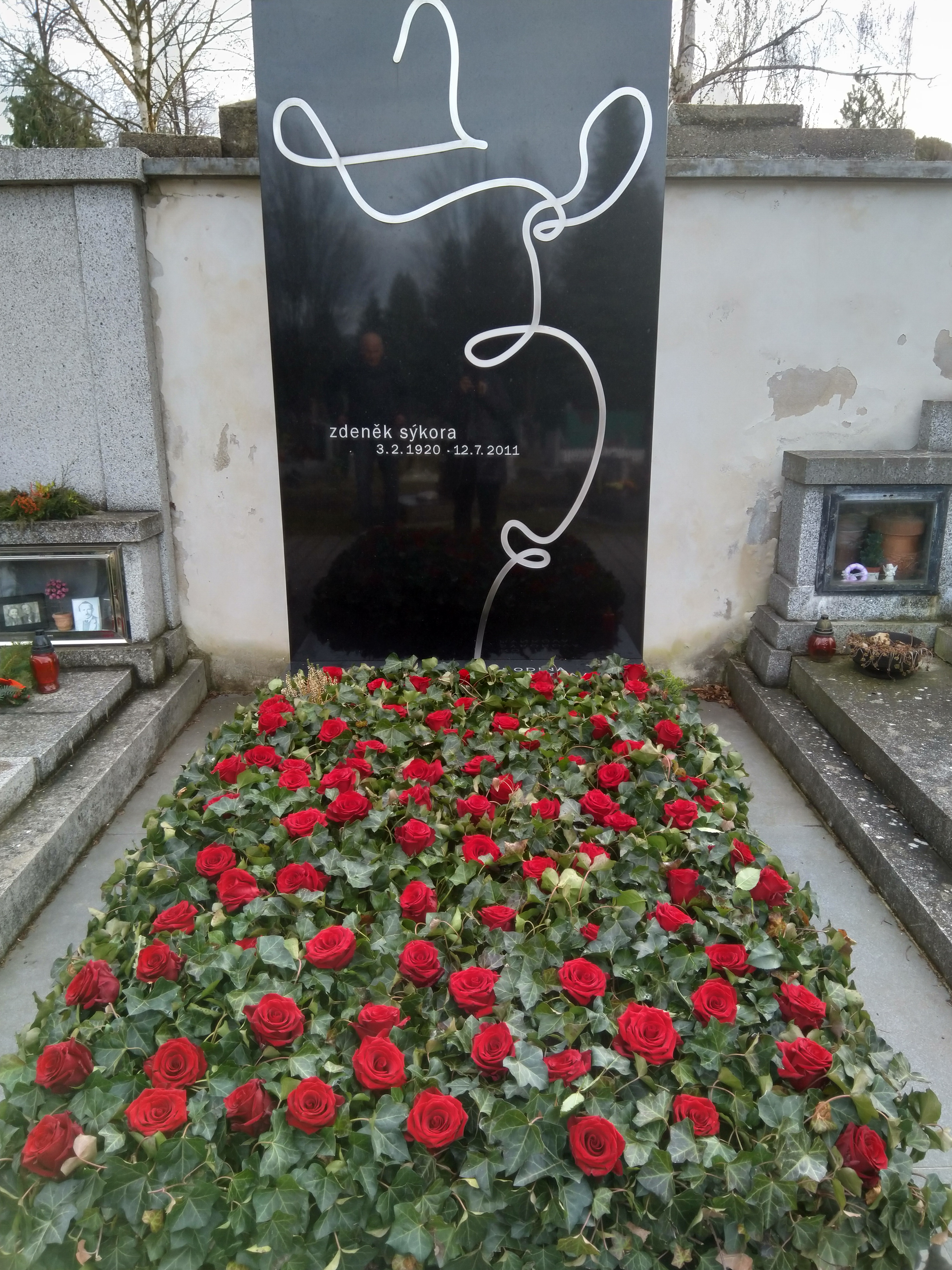
Hrob Zdeňka Sýkory na lounském hřbitově

Narodil se sice v Čechách, ale svými obrazy, plastikami i grafikou se stal už v šedesátých letech umělcem evropským. Editoři Lenka Sýkorová a Pavel Kappel se rozhodli představit Sýkorovu tvorbu a osobnost prostřednictvím několikasvazkové publikace. Všechny svazky vyjdou v samostatné české a anglické verzi. Dosud vyšly první dva díly celého projektu – Grafika a Rozhovory.
Další svazek s pracovním názvem Život a dílo bude obsahovat přehled celého autorova díla, jeho podrobný životopis, soupis výstav, literatury a filmů, bude tedy vědeckým základem pro interpretaci Sýkorovy tvorby. Tři další knihy by měly velmi podrobně sledovat jednotlivé fáze autorovy tvůrčí cesty, přiblíží nám také souvislosti se souběžně vznikajícími díly, ať už se jedná o objekty, realizace v architektuře, obálky knih nebo ilustrace. Pracovní názvy těchto dílů jsou Malba, Linie, Struktury. Předposledním svazkem by měl být soubor komentovaných textů českých i světových teoretiků, kteří psali o Zdeňku Sýkorovi a jeho díle, ale také textů o umění od samotného umělce včetně jeho habilitační přednášky. Dokumenty by měly ukázat nejen různé pohledy různých generací teoretiků na jednoho autora a jeho dílo, ale i proměnu způsobu psaní o výtvarném umění. Texty budou doplněny reprodukcemi některých dokumentů a také děl, o kterých se v nich hovoří. Konečně poslední kniha ponese název Příběhy, a to nejen jednotlivých obrazů, výstav a realizací, ale i lidí, kteří žili v autorově blízkosti, a také příběhy jimi vyprávěné, citace z dopisů a autorových poznámek a též mnoho fotografií z jeho života, na které se v předchozích knihách nedostalo.

## Výstavy
- 2019 - zdeněk sýkora : moje příroda, kurátorka: Lenka Sýkorová, Galerie Zdeněk Sklenář, Praha, 5. 2. – 6. 4. 2019[7]

## Zastoupení ve sbírkách

### Zahraniční sbírky
- McCrory Collection New York
- Sbírka Jana a Medy Mládkových Washington – dnes Museum Kampa v Praze
- Nationalgalerie Berlin
- Stadtische Kunstgalerie Bochum
- Museum Folkwang Essen
- Sammlung Etzold – Stadtisches Museum Monchengladbach
- Museo de Arte Moderno Jesus Soto Ciudad Bolívar
- Stedelijk Museum Amsterdam
- Wilhelm-Hack-Museum Ludwigshafen am Rhein
- Museum für konkrete Kunst Ingolstadt
- Josef Albers Museum Bottrop
- Neues Museum Nürnberg
- MUMOK – Stiftung Ludwig Wien
- Arithmeum im Forschungsinstitut für diskrete Mathematik Universität Bonn
- Museum fur Angewandte Kunst Köln
- Sammlung Ruppert – Museum im Kulturspeicher Wurzburg
- Sammlung Teufel im Kunstmuseum Stuttgart
- Hubertus Schoeller Stiftung – Leopold-Hoesch-Museum Düren
- Musee d‘art moderne de Saint-Etienne
- Musee nationale d’art moderne Centre Pompidou Paris

### České sbírky (výběr)
- Galerie Benedikta Rejta Louny
- Galerie hlavního města Prahy
- Galerie výtvarného umění Ostrava
- Muzeum Kampa, Praha
- Muzeum umění Olomouc
- Muzeum umění a designu Benešov
- Národní galerie v Praze

## Vyznamenání
- Řád umění a literatury  rytíř

### Výstavní katalogy českých institucí (výběr)
- Sýkora 1998/2003. Katalog ke stejnojmenné výstavě v Galerii Zdeněk Sklenář v Praze v listopadu 2003 až únoru 2004, Galerie Zdeněk Sklenář, Praha 2003, ISBN 80-239-6572-7.
- Sýkora 2004. Katalog ke stejnojmenné výstavě v Galerii Zdeněk Sklenář v Praze v únoru až dubnu 2005, Galerie Zdeněk Sklenář, Praha 2005, ISBN 80-239-4295-6.
- Kappel, Pavel, Zdeněk Sýkora Letná XL. Katalog ke stejnojmenné výstavě v Galerii Zdeněk Sklenář v Praze v únoru až březnu 2009, Galerie Zdeněk Sklenář, Praha 2009, ISBN 978-80-903996-8-6
- Riese, Hans-Peter – Sýkorová, Lenka – Machalický, Jiří, Zdeněk Sýkora – Karel Malich: Linie a dráty – Dialog. Katalog ke stejnojmenné výstavě v Muzeu Kampa v Praze v říjnu 2009 až lednu 2010, Muzeum Kampa, Praha 2010, ISBN 978-80-87344-03-3.
- Kappel, Pavel – Sýkorová, Lenka, Zdeněk Sýkora 90. Katalog ke stejnojmenné výstavě v Galerii hlavního města Prahy v únoru až květnu 2010, Verzone, Praha 2010, ISBN 978-80-904546-0-6.
- Kappel, Pavel – Sýkorová, Lenka, Zdeněk Sýkora – barva a prostor. Katalog stejnojmenné výstavy v Muzeu umění Olomouc v květnu až září 2010, Verzone, Praha 2010, ISBN 978-80-904546-4-4.
- Samec, Jan, Sýkorová, Lenka, Zdeněk Sýkora – krajina. Katalog stejnojmenné výstavy v Galerii umění Karlovy Vary v září až listopadu 2010, Verzone, Praha 2010, ISBN 978-80-904546-5-1.
- Sýkorová, Lenka, Zdeněk Sýkora ve vybrané společnosti. Katalog stejnojmenné výstavy v Galerii města Loun, Louny 2013.
- Bydžovská, Lenka – Sýkorová, Lenka, Zdeněk Sýkora fotografem 1937–1945. Katalog stejnojmenné výstavy v Galerii umění Karlovy Vary v září až listopadu 2016, Galerie umění Karlovy Vary 2016, ISBN 978-80-87420-63-8.